# Jayne Singleton
Jayne Singleton es una deportista británica que compitió en vela en la clase Laser Radial. Ganó una medalla de bronce en el Campeonato Mundial de Laser Radial de 2000.

## Palmarés internacional
| \| Campeonato Mundial \| Campeonato Mundial \| Campeonato Mundial \| Campeonato Mundial \| \| Año \| Lugar \| Medalla \| Clase \| \| ------------------ \| ------------------ \| ------------------ \| ------------------ \| \| 2000 \| Çeşme (Turquía) \| Medalla de bronce \| Laser Radial \| |                 |                   |              |
| Campeonato Mundial |                 |                   |              |
| Año | Lugar           | Medalla           | Clase        |
| 2000 | Çeşme (Turquía) | Medalla de bronce | Laser Radial |